# 生产大队

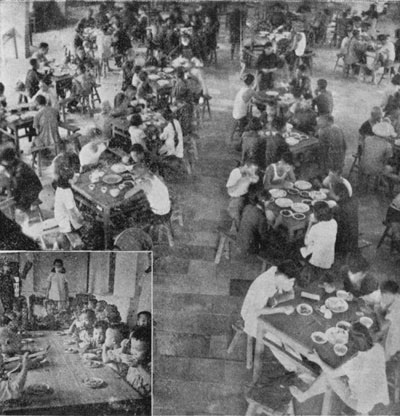
生产大队在人民公社免费吃饭。

生产大队或称大队，指中国大陆农村地区在人民公社时期存在的农村基层组织。其前身为“行政村”，实行人民公社制度以后，“村”过渡至大队。1980年代，人民公社解体、政社分设，恢复到原来“村”的体制。
大队的建制上，既是公社直接管辖的行政编组（行政区），又是生产预算单位。其下划分为生产队，生产队直接管理农户。

## 负责人
负责人有大队长、副大队长至少2人，其他班子成员还有民兵营长、妇女主任，另外还有会计和出纳各1人。共产党组织在大队设支部，有支部书记和副书记至少2人，均为大队负责人。大队的负责人均实行“工分制”，每月有少量的货币津贴。

## 生产经营
大队拥有少量土地，社队企业除了部分由公社管理以外，其余大队管理。大队的土地主要通过农场、林场形式经营林业和经济作物。企业和农业经营所需劳动力来源于所管辖的生产队，劳动力实行“工分制”，极少实行货币工资，但大多数有少量货币形式的津贴。

## 其他

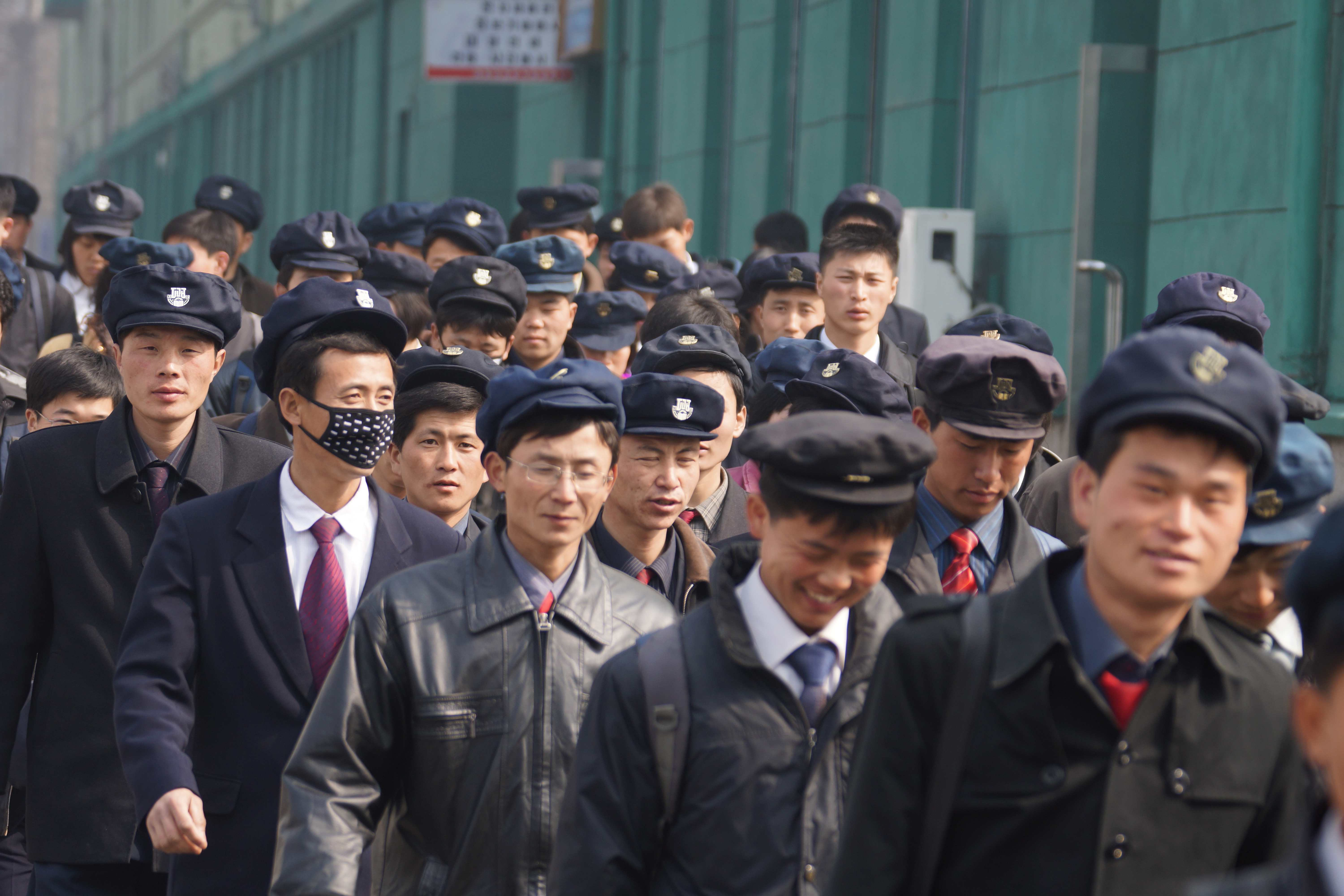
北韓一支生產大隊出發參加慶典

大队本级为独立预算单位，但对生产队有管理和干预权，属于上下级关系。大队直接安排的人员实行“工分制”，而分配主要通过粮食分配来实现，由于大队自身没有粮食生产，所有人员均直接参加所在生产队的分配，生产队和大队通过村级统筹、集体提留、分摊、低扣等形式调整经济往来关系。

## 相关术语
- 家庭联产承包责任制
- 社队企业
- 社员、干部
- 统分结合
- 五保户
- 人民公社
- 人民公社大食堂
- 村级提留、统筹提留、集体提留